# Stazione di 30th Street Station (Filadelfia)
La 30th Street Station di Filadelfia è la grande stazione centrale della città, principale scalo per i treni locali e nazionali. Fu inaugurata nel 1933. È una delle stazioni principali del servizio ferroviario suburbano SEPTA Regional Rail ed è servita anche dalla linea Atlantic City del New Jersey Transit Rail.